# Cascada de Korab
Cascada de Korab (en macedonio: Корабски Водопад; también conocida como la Cascada Proifel; Пројфелски водопад) es una cascada en el curso superior del río Dlaboka Reka en el monte Korab. Se forma en la primavera, a partir de la fusión de la nieve en el lado este del pico Kepi Bard. La cascada tiene diferente altura e intensidad, dependiendo de la estación. Es la cascada más alta en Macedonia del Norte y en la península de los Balcanes.
Hay diferentes fuentes acerca de la altura de la cascada, y la caída calculada varía de 100 a 138 metros (330 a 453 pies). La altura exacta puede variar por los diferentes puntos que se toman como su parte superior e inferior, resultando en diferentes medidas. El punto más alto esta a aproximadamente 2.120 metros (6.960 pies) sobre el nivel del mar, y el más bajo está en torno a 1990 metros (6.530 pies).